# Jonathan Wild

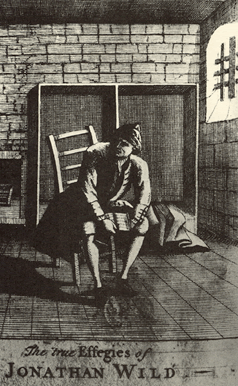
Jonathan Wild i dödscellen i Newgatefängelset.

Jonathan Wild, född 1683 i Wolverhampton, död 24 maj 1725 i London, var en av de mest berömda förbrytarna i England. Hans aktiviteter blev kända i hela Storbritannien via romaner, dramatiseringar och politiska satirer. Rollfiguren Jonathan Jeremia Peachum i John Gays Tiggarens opera och i Bertolt Brechts nyversion av denna, Tolvskillingsoperan, är baserad på Jonathan Wild.
Jonathan Wild levde länge ett dubbelliv, där han på den ena sidan ledde en stor grupp med tjuvar och på den andra sidan offentligt uppträdde som en laglydig och ordentlig man. Under 1720-talet var han närmast en lokal hjälte i London, men denna beundran gick över i hat då hans dubbelliv avslöjades. Efter rättegången mot honom, som slutade med hängning, blev han en symbol för korruption och hyckleri.

## Wilds liv

### Barn och ungdom
Wild föddes som den enda sonen i en fattig familj i Wolverhampton 1683. Efter att ha varit lärling hos en bältesspänne-makare arbetade han som tjänare och kom 1704 till London. Då han avskedats av sin arbetsgivare, återvände han till Wolverhampton och blev arresterad och satt i gäldstuga. Under tiden där blev han populär och fick frigång (liberty of the gate), vilket innebar att han fick vara ute på kvällarna för att hjälpa till att arrestera tjuvar. Det var då han blev bekant med Mary Milliner, även kallad Mary Mollineaux. Milliner var prostituerad, och det var hon som lärde Wild olika tjuverimetoder. Tack vare dessa metoder klarade Wild att skaffa tillräckligt med pengar för att köpa sig ut från gäldstugan.
Då Wild blev utsläppt från fängelset flyttade han ihop med Mary Milliner. Båda hade tidigare varit gifta, och Wild, som nu arbetade som Milliners hallick, hade ett barn från tidigare äktenskap. Det tog inte lång tid förrän Wild blev känd i Londons undre värld och blev bekant med denna världs människor och metoder. Då han och Milliner gjorde slut, fungerade hon som bordellmamma för andra prostituerade, och Wild hade blivit hälare. Han fann emellertid snart en mycket mer effektiv metod att tjäna pengar på.

### Kriminalitet i London
| ”                                                                       | Här i London går det inte en natt utan ett överfall. Förra veckan blev en gentleman och en kvinna rånade i Hyde Park Corner. De kom från Chelsea och hade tagit en runda i St. James Park, då de plötsligt blev stuckna med sex svärd. | „ |
| – Skrivet i ett brev av Sir John Verney, citerat från Waller, sidan 442 | |   |

Mellan 1680 och 1720 ökade kriminaliteten i London dramatiskt. Bakgrunden till detta var bland annat ekonomiska problem på grund av det pågående Spanska tronföljdskriget och antalet arbetslösa, fattiga soldater och sjömän.
Dagstidningar, under denna tid fortfarande ett ganska nytt fenomen, hade ofta reportage om kriminalitet och kriminella. På grund av detta blev folk mer uppmärksamma på kriminaliteten och hur den bekämpades. Detta medförde att åsikter som "Hanging is not Punishment Enough for Murtherers, Highwaymen and House-Breakers", blev mer utbredda, liksom åsikten att kriminella också borde bli torterade innan de avrättades, för att öka avskräckningen.
Polis i dagens betydelse av ordet, fanns inte på den tiden. I stället var det invånarnas egen uppgift att organisera bekämpning av kriminalitet. Systemet bestod teoretiskt i att turas om att vara lagens väktare, men i praktiken köpte många sig fria genom att anlita någon villig person när det blev deras tur.

### Wilds metoder
Wild hade en raffinerad metod att tjäna pengar på kriminalitet samtidigt som han låtsades vara laglydig. Han var ledare för en grupp tjuvar som gav stöldgodset till honom. När stölderna blev uppmärksammade i tidningen hävdade Wild att hans "detektiver" hade hittat stöldgodset, som kunde återfås mot en administrationsavgift. Utöver att "hitta" stöldgods hjälpte Wild myndigheterna med att spåra upp och arrestera brottslingar. De som han medverkade till att fånga var emellertid från rivaliserande ligor, eller medlemmar ur hans egna ligor som inte velat samarbeta med honom. Det sägs att om en medlem av hans liga motarbetade honom en gång, fick denne ett kryss vid sitt namn i Wilds böcker. Gjordes det igen, blev det ytterligare ett kryss och en anmälan. Detta har enligt folktron gett upphov till det engelska uttrycket "to double-cross" (förråda).
För att begränsa problemet med stölder, i form av fickstölder och rån, infördes mycket stränga straff för häleri. Nya och oerfarna tjuvar löpte då en stor risk när de försökte sälja sitt stöldgods. Många valde då att anlita Wild som var en etablerad hälare.
| ”                                                                           | Lost, the 1st of October, a black shagreen Pocket-Book, edged with Silver, with some Notes of Hand. The said Book was lost in the Strand, near Fountain Tavern, about 7 or 8 o'clock at Night. If any Person will bring aforementioned Book to Mr Jonathan Wild, in the Old Bailey, he shall have a Guinea reward. | „ |
| – Daily Post, 1924, ur Henry Fieldings The Life of Jonathan Wild The Great. | |   |

Detta är texten i en annons i en tidning, men som faktiskt är utpressning. "Notes of hand" lyder signaturen, så Wild visste redan vem som var ägaren. Annonsen säger vidare att Wild vet vad ägaren gjorde då boken försvann, för Fountain Tavern var en beryktad bordell. Den egentliga avsikten med annonsen var att pressa ägaren till att berätta om sina bordellbesök, antingen för offentligheten eller för sina kreditorer, och nämner också ett "lösenpris" (en guinea, eller ett pund och en shilling).

### "Tjuvfångargeneral"
Av offentligheten sågs Wild som en hjälte – han var en av dem som arbetat med att sätta kriminella bakom lås och bom. År 1718 kallade sig Wild själv för "Tjuvfångargeneral av Storbritannien och Irland" och skröt om att ha fått 60 tjuvar hängda. Wild hade kontor i Old Bailey, som ofta besöktes av brottsoffren, som blev lättade över att veta att Wilds "detektiver" hade fått tag i bytet. Mot en extra peng skulle han försöka finna tjuven åt dem. I motsats till vad som hävdas i viss litteratur, finns det inget som bevisar att Wild faktiskt angav några av sina egna män för pengar.
År 1720 var Wild så berömd att han blev rådgivare åt stadens administration om hur de på bästa sätt skulle förhindra kriminalitet. Wilds krav var inte överraskande: Ökad belöning för tips som ledde till arresteringar av tjuvar. Denna summa ökade det påföljande året från 40 till 100 pund, något som resulterade i en betydande ökning av Wilds intäkter.
Wild manipulerade tidningarna på samma sätt som den amerikanska gangstern Al Capone gjorde under förbudstiden. "Wilds kamp mot de kriminella" var en het tidningsnyhet på den tiden. Tidningarna tryckte mer än gärna historier om Wilds hjältemodiga handlingar i kampen mot de kriminella. I juli – augusti kunde tidningarna berätta om Wilds offensiv mot Carrickgänget, som slutade med att 20 medlemmar av detta gäng blev arresterade. I belöning för detta fick han £ 80, något som idag skulle motsvara omkring £ 25 000. När en medlem av Carrickgänget blev fritagen, fick Wild arrestera honom igen på grund av "vidare information". För offentligheten verkade detta som en fortsatt kamp mot kriminaliteten, men i verkligheten var det en uppgörelse förklädd som tjänsteman från staten.

### Jack Sheppards fall

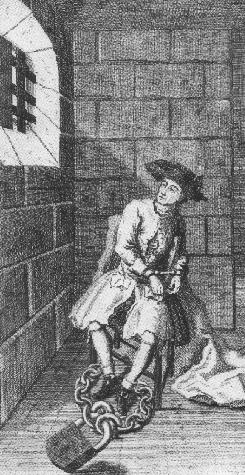
Jack Sheppard i Newgates fängelse

1724 fick Londoninvånarnas tro på polisen ett slag. Fyra år tidigare hade Söderhavsbubblan på börsen i London spruckit, på grund av mycket omfattande korruption. Invånarna började att se mer skeptiskt på makthavarna.
I februari 1724 blev samtidens mest kände inbrottstjuv, Jack Sheppard, arresterad med hjälp av Wild. Sheppard hade samarbetat med Wild tidigare, men hade därefter gått sina egna vägar. Liksom med andra arresteringar som skedde efter tips från Wild, tjänade först och främst Wild själv på denna.
Sheppard blev satt i fängelse i St. Giles' Roundhouse, men rymde omedelbart. I maj fick Wild Sheppard åter arresterad, och han sattes i fängelset Newgate. Sheppard rymde igen innan en vecka hade gått. I juli blev Sheppard åter igen arresterad. När han denna gång ställdes inför rätta, blev han dömd till döden. Samma natt som dödsdomen kom, den 30 augusti, rymde han åter igen. Med tiden hade Sheppard blivit en slags hjälte för arbetarklassen (en så kallad cockney, inte våldsam eller grym). Den 11 september arresterades han igen och blev placerad i Newgates säkraste rum. Han fick också fotkedjor, som länkades till golvet. Han lyckades åter rymma den 16 september; han hade då använt en järnstång för att bryta upp kedjorna och forcerat sex järndörrar för att komma ut i frihet. Denna rymning överraskade alla, och Daniel Defoe, då journalist, skrev om händelsen. Sent i oktober fångades Sheppard av Wild för femte och sista gången. Denna gång sattes Sheppard mitt i Newgate, i allas åsyn, och sattes fast i 150 kilogram tunga vikter. Han var nu så känd att vakterna tog bra betalt för att folk skulle få se honom. Det var under denna tid James Thornhill målade ett porträtt av honom. Sheppard hängdes i Tyburn den 16 november 1724.

### Wilds undergång

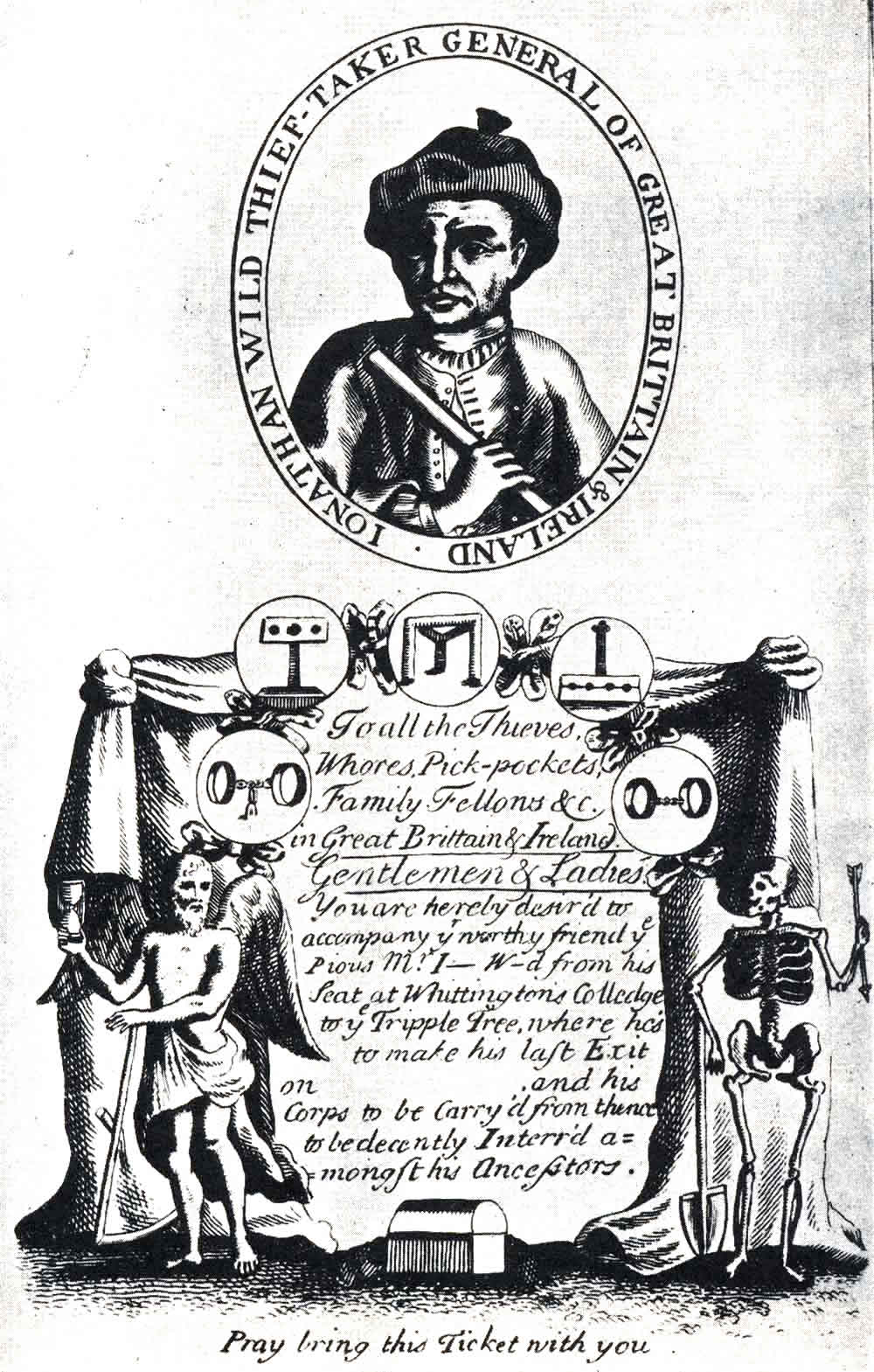
Entrébiljett till hängningen av Jonathan Wild

Wilds förföljelse av Sheppard blev inte väl mottagen av folket, och Sheppards popularitet ökade i takt med att Wilds sjönk. Då Wild i februari 1725 brukade våld för att få en av sina män fri från fängelset, blev han arresterad. Han blev placerad i Newgate där han fortsatte att driva sina förrättningar. På illustrationen i inledningen till denna artikel sitter Wild i fängelset med sin bok över inkommande och utgående stöldgods. Det fanns bevis mot Wild för att ha brutit sig ut från fängelset med våld, och för att ha stulit juveler under strumpebandsordens-ceremonin året innan.
Folkets moralideal hade skiftat till att hylla den vanlige mannen och att ogilla auktoritära maktutövare. Wilds rättegång pågick samtidigt som rättegången mot rikskanslern Thomas Parker, som var anhållen för att ha mottagit £ 100 000 i mutor. Medlemmar av Wilds gäng började förstå att han inte skulle komma undan och många bytte nu sida. Det blev nu en ökande tendens att rapportera till polisen, fram till dess att alla aktiviteter blev kända, inkluderat upplägget med att anstifta stölder och sälja tillbaka godset till de ursprungliga ägarna. Det blev nu också bevisat att Wild hade mutat offentliga tjänstemän flera gånger.
Den 24 maj 1725 fördes Wild till galgen vid Tyburn, i den nordöstra änden av Hyde Park. Wilds bestraffning var en betydande händelse, och biljetter till de bästa platserna såldes långt i förväg. Daniel Defoe rapporterade att folksamlingen var den dittills största någonsin i Londons historia. Efter hängningen blev Wilds lik sålt till Royal College of Surgeons för dissekering, något som var vanligt under denna tid. Hans skelett finns fortfarande utställt på Royal College of Surgeons museum.

## Jonathan Wild i litteraturen
Wild är idag inte särskilt känd för sina bravader, men mer för alla satirer om honom och hans gärningar.
Då Wild hängdes fylldes tidningarna med berättelser om hans liv, citat av honom, farvältal och liknande. Daniel Defoe skrev en berättelse i Applebee's Journal i maj och gav ut True and Genuine Account of the Life and actions of the Late Jonathan Wild i juni 1725. Detta verk konkurrerade med ett annat, som hävdade sig ha utdrag från Wilds dagbok, True Effigy of Mr. Jonathan Wild.
John Gays Tiggarens opera kom 1728 och handlar om striden mellan Wild och Sheppard. Peachum, som är karaktärnamnet på Wild, blev emellertid också påverkad av den engelska premiärministern Robert Walpole. Bertolt Brechts Tolvskillingsoperan är en senare version av Tiggarens opera, och även i denna är Wild med.
Jonathan Wild är också titelfiguren i två historier i serietidningen Fantomen, som kom ut i slutet av 2005, skrivna av Claes Reimerthi och tecknade av Kari Leppänen. I dessa historier är det den nionde Fantomen som själv blir hängd (men mirakulöst nog överlever) och till slut klarar att fånga Wild för att ta honom till rätten.